# Iwein Delanghe
Iwein Delanghe (4 december 1970) is een Belgisch voormalig handballer. 

## Biografie
Delanghe speelde tot 2000 bij Sporting Neerpelt, waarna hij zich bij BFC aansloot. In 2002 verliet hij BFC, als reden gaf Delanghe dat de combinatie van werk en trainen een te moeilijke opgave werd. Hij besloot te vertrekken naar AtomiX om daar op een lager niveau zijn carrière te afbouwen. In 2007 stopte hij als speler bij AtomiX en werd assistent-coach van het eerste team.
Ook was hij actief voor het Belgisch handbalteam.